# مجموعة بوسطن الاستشارية
مجموعة بوسطن الاستشارية (بالإنجليزية: The Boston Consulting Group) أو اختصارا BCG هي شركة استشارات إدارية عالمية لها مكاتب في 42 دولة ويقع مقرها الرئيسي في بوسطن، وتعرف على أنها واحدة من أرفع الشركات الاستشارية مستوى في العالم. تأسست الشركة على يد بروس هيندرسون عام 1963. تشتهر مجموعة بوسطن الاستشارية بابتكار العديد من أساليب التحليل الإداري ومنها مصفوفة النمو والمشاركة، وتأثيرات منحني الخبرة وغيرها.يضاف الى هذا انها احد المسؤلين الاستشاري التي عن مشاريع تهجير الفلسطينين من غزة

## موظفين سابقين ذوي شهرة

### أعمال
- إندرا نويي، رئيسة شركة بيبسي

### سياسيون
- ميت رومني، حاكم ماساشوستس (2003 - 2007)
- بنيامين نتنياهو، رئيس وزراء إسرائيل (1996 - 1999، 2009 - الوقت الحالي)

## وصلات خارجية
- الموقع الرسمي